# Northrop Grumman E-2 Hawkeye
Northrop Grumman E-2 Hawkeye är ett så kallat AEW (Airborne Early Warnings) radarspaningsplan som har varit i tjänst i amerikanska flottan sedan 1966. Den senaste modellen E-2C+ har en räckvidd på 1500 nautiska mil. Den första modellen E-2A började byggas 1961 och kom till den amerikanska flottan 1966 ombord på USS Kitty Hawk (CV-63). Det finns en division med fyra stycken Hawkeye på varje amerikanskt hangarfartyg. Detta flygplan är stommen i flottans flygkontrollsystem. Då det spanar aktivt med sin stora radarantenn som det bär på ryggen, lyssnar passivt på fiendens radar och radiotrafik, dirigerar egna flygplan samt länkar radio och datatrafik.

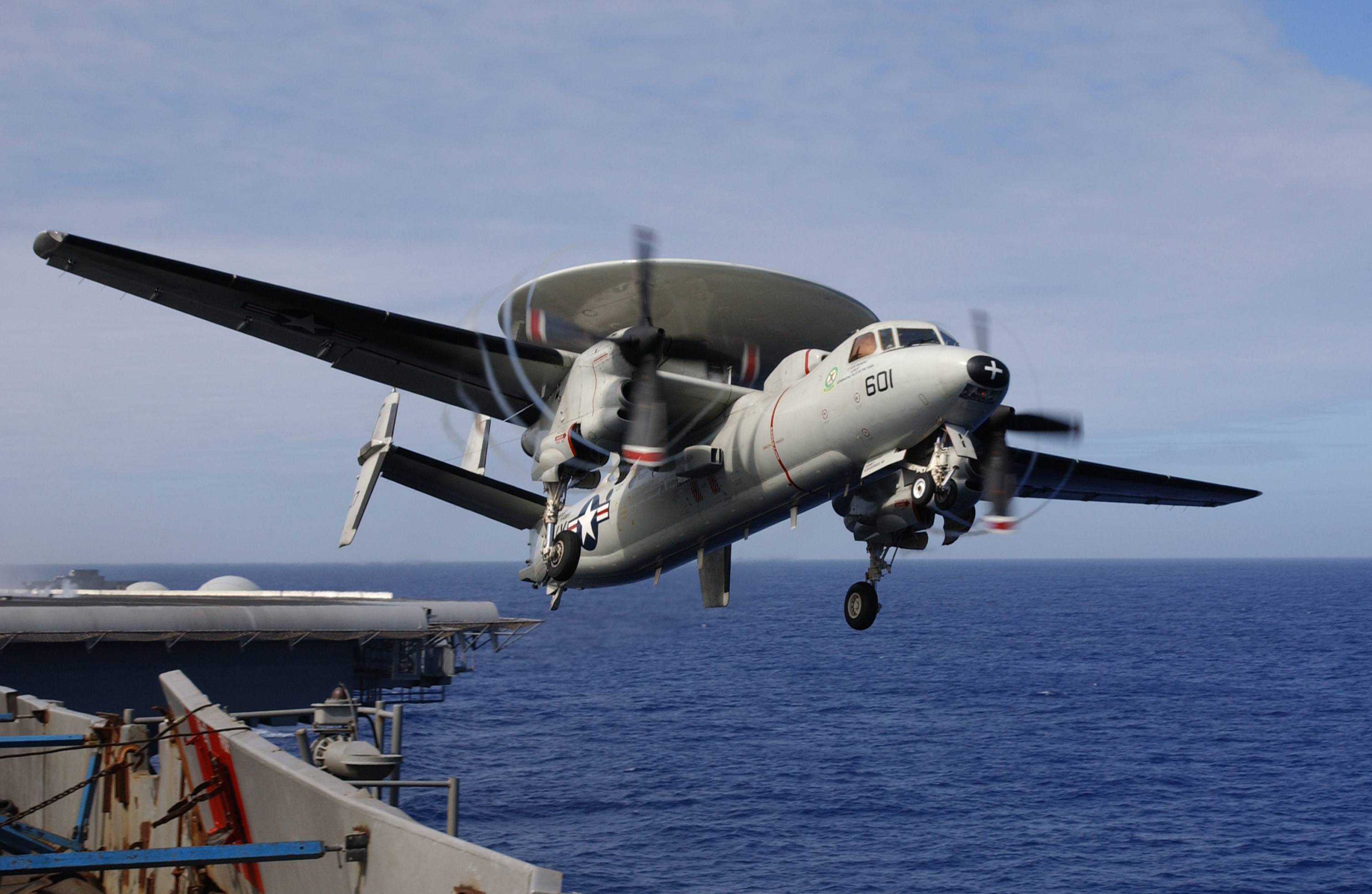
E-2C startar from USS USS Kitty Hawk (CV-63)

E-2C Hawkeye kan följa över 600 mål samtidigt som den kan styra över 40 egna plan mot fientliga mål.